# Sennia
Sennia is een geslacht van vliesvleugeligen uit de familie Pteromalidae. De wetenschappelijke naam van dit geslacht is voor het eerst geldig gepubliceerd in 1907 door De Stefani.

## Soorten
Het geslacht Sennia is monotypisch en omvat slechts de volgende soort:
- Sennia acaciae De Stefani, 1907